# Notholaena cheilanthoides
Notholaena cheilanthoides là một loài dương xỉ trong họ Pteridaceae. Loài này được Spreng. mô tả khoa học đầu tiên năm 1821.
Danh pháp khoa học của loài này chưa được làm sáng tỏ. 